# Синьоглавче
Синьоглавче (Succisa) е род покритосеменни растения от семейство Бъзови.
Популярен вид от този род, разпространен в България, е обикновеното или ливадно синьоглавче (Succisa pratensis).

## Видове
Към септември 2022 г. са потвърдени шест вида в този род:
- Succisa bidentata Raf.
- Succisa kamerunensis Engler ex Mildbraed
- Succisa pinnatifida Lange
- Succisa pratensis Moench
- Succisa succisa H.Karst.
- Succisa trichotocephala Baksay